# Labastide-d'Anjou
 Labastide-d'Anjou  es una población y comuna francesa, en la región de Languedoc-Rosellón, departamento de Aude, en el distrito de Carcasona y cantón de Castelnaudary-Sud.

## Demografía
| 739 | 766 | 747 | 825 | 797 | 889 |
| Para los censos de 1962 a 1999 la población legal corresponde a la población sin duplicidades (Fuente: INSEE [Consultar]) |     |     |     |     |     |